# جمال جرعتلي
فنان تشكيلي سوري الأصل ولد عام 1961 في مدينة سلمية وسط سوريا وهاجر عام 1987 إلى اليونان ويقيم في العاصمة اليونانية أثينا وبمدينه ميلانو الايطاليه وقدم نفسه كفنان تشكيلي عالمي
بدأ بدأ بمشروع العالمية عبر معرض طريق الحريرعام 2016 وظهرت لوحاته على التقويم السنوي اليوناني في العام 2018  وفي متحف بيناكي اليوناني الوطني الذي يعدّ أحد أهم خمسة متاحف أوربية. وقد أقام العيديد من المعارض الفردية في كل من نيويورك، دوسلدورف وأثينا. وفي مدينة داليان في الصين ويعد من أهم الفنانين العرب ذو السمعة العالميه
افتتح معارضه بأهم المتاحف العالميه